# Тямкіна
Тя́мкіна (рос. Тямкина) — присілок у складі Тугулимського міського округу Свердловської області.
Населення — 60 осіб (2010, 131 у 2002).
Національний склад станом на 2002 рік: росіяни — 91 %.